# Speia lespesi
Speia lespesi är en fjärilsart som beskrevs av Charles E. Rungs 1949. Speia lespesi ingår i släktet Speia och familjen nattflyn. Inga underarter finns listade i Catalogue of Life.